# Hydra (Band)
Hydra ist eine deutsche Symphonic-Metal-Band, die von Chris Diefenbach und Lisa Rieger im Jahr 2013 gegründet wurde. Bislang veröffentlichte die Band aus Regensburg zwei Studioalben. Der Name soll unter anderem den Facettenreichtum und die Vielfältigkeit der künstlerischen Einflüsse widerspiegeln. Typisch für die Band ist die Kombination von schnellen Doublebass-Passagen und harten Gitarren-Riffs mit orchestralen Elementen.

## Geschichte
Hydra wurde im Oktober 2013 von Chris Diefenbach und Lisa Rieger mit projekthaftem Charakter gegründet. Schon in den ersten Monaten schrieben die beiden zehn, überwiegend dem melodischen Metal zuzuordnenden Stücke, die zu dem Debütalbum Malachite Skies führten. Es wurde im Februar 2015 via STF Records, der Plattenfirma von Gary Nagy, veröffentlicht. Als Gastmusikerin ist u. a. Liv Kristine von Leaves’ Eyes zu hören. Dem Release folgte eine Tour mit etwa 30 Shows in Westeuropa und Tschechien.
Anschließend begannen die Arbeiten am zweiten Studioalbum Solar Empire, dessen Texte auf einer Kurzgeschichte Riegers basieren. Die Veröffentlichung des Konzeptalbums erfolgte Ende 2016 erneut über STF Records. Als Gäste beteiligten sich u. a. Henning Basse (Firewind, Mayan), Zuberoa Asnárez (Diabulus in Musica), Ally Storch (Subway to Sally) an den Aufnahmen.

## Stil
Malachite Skies (2015)
Auf dem Erstlingswerk werden bewusst Gegensätze geschaffen. Rauer Metal trifft auf weiche, märchenhaft anmutende Orchesterelemente und liebliche Melodien. Anders als im Genre weithin verbreitet setzt die Band nicht auf eine klassisch geprägte Stimme. Vielmehr bringt Sopranistin Lisa ihre leichter wirkende, ätherische Stimme in das musikalische Gesamtbild mit ein und charakterisiert die Band mit eingängigen Melodien. Thematisch begibt sich Malachite Skies in unterschiedlichste Gefilde. Die Band bewegt sich  neben historischen Inhalten wie dem Leben Cleopatras und der Psychologie rund um das Milgram Experiment auch mal im Fantasybereich und besucht den Palast der Tränen. Die Texte bieten zudem Interpretationsspielraum.
Solar Empire (2016)
Die musikalische Richtung von Solar Empire lässt sich im Vergleich zum Debüt als härter, schneller und symphonischer beschreiben. Das Konzeptalbum basiert auf einer Kurzgeschichte, auf welche sich alle elf Lieder der CD beziehen. Die Kurzgeschichte erzählt von einem Liebespaar, welches ihre Beziehung trotz der Spannungen beider Welten, zwischen denen es wandelt, versucht aufrechtzuerhalten. Neben einem großen klassischen Chor, welcher den Gesamtsound prägt, sind Instrumente wie Sackpfeife, Flöte oder Harfe zu hören.

## Diskografie
Alben
- 2015: Malachite Skies (STF Records)
- 2016: Solar Empire (STF Records)

Videos
- 2016: Between Two Worlds
- 2018: Sentinel of Aeon